# Бриково
Бриково — деревня в Весьегонском муниципальном округе Тверской области.

## География
Деревня находится в северо-восточной части Тверской области на расстоянии приблизительно 25 км на юг-юго-восток по прямой от районного центра города Весьегонск.

## История
Известна с 1646 года, принадлежала в XVII веке стольнику Якову Михайловичу Толочанову.
Дворов было 9 (1859 год), 8 (1889), 20 (1931), 25 (1963), 15 (1993), 10 (2008),. До 2019 года входила в состав Романовского сельского поселения до упразднения последнего. Деревня является родиной главного маршала авиации Павла Федоровича Жигарева.

## Население
Численность населения: 84 человека (1859 год), 51 (1889), 80 (1931), 65 (1963), 21 (1993),, 20 (100 % русские) в 2002 году, 13 в 2010.